# Trang viên tại Dąbrówka

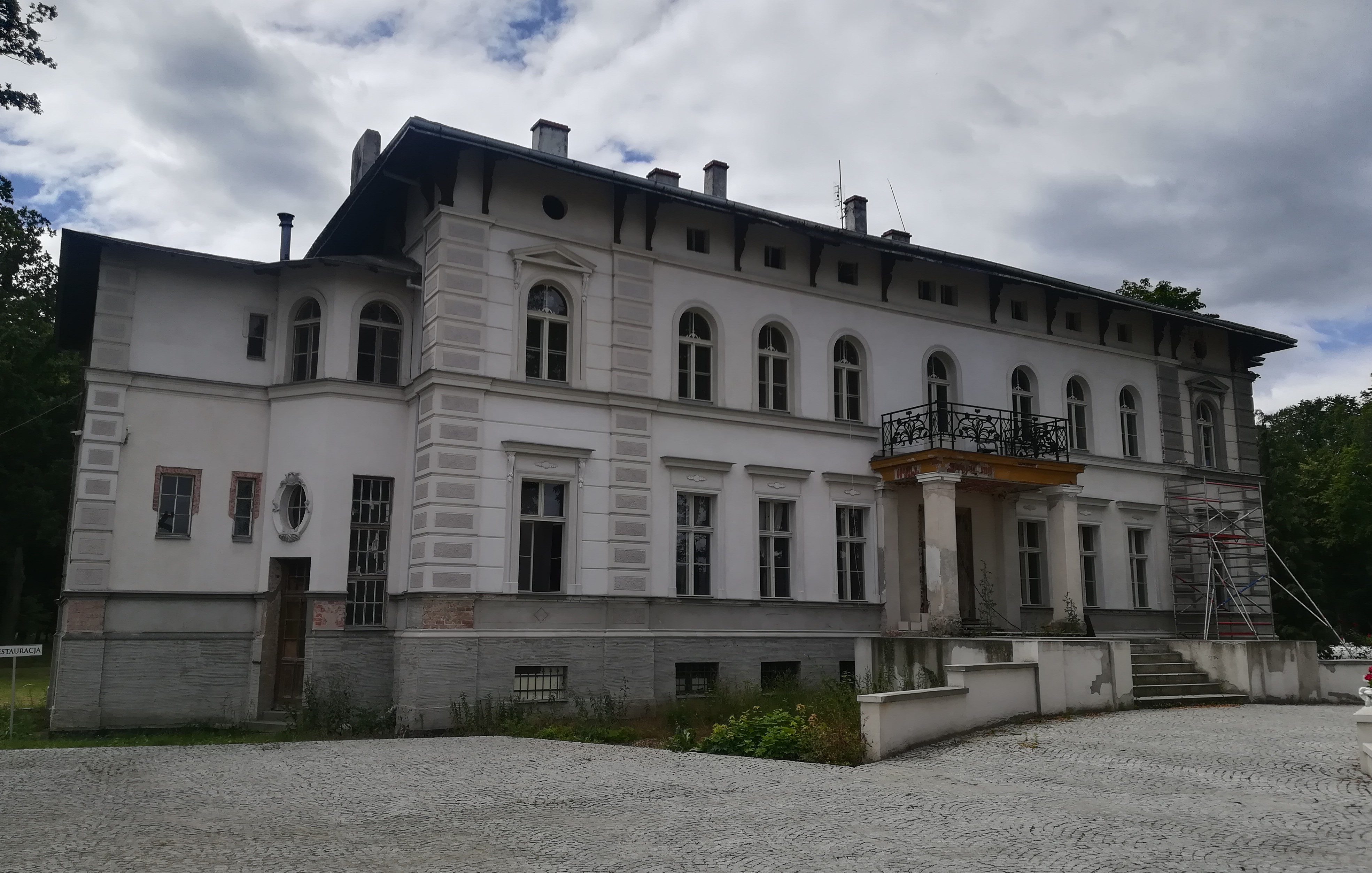
Trang viên tại Dąbrówka

Trang viên tại Dąbrówka (tiếng Ba Lan: Dwór w Dąbrówce) là trang viên nằm ở Dąbrówka, quận Rawicz. Trang viên được đăng ký vào sổ đăng ký di tích vào ngày 2 tháng 7 năm 1974 theo số 480/Wlkp/A .

## Lịch sử
Trang viên được xây dựng vào quý IV của thế kỷ 19. Trang viên được sở hữu bởi một gia đình người Đức - nhà Trowitzsch (Naumann). Trang viên có diện tích là 497 ha (đo vào năm 1926). Vào thời điểm đó cũng có một trang trại chưng cất. Năm 1939, trang viên thuộc sở hữu của một người Đức tên Franz Naumann.  Hiện tại, trang viên còn có phòng tiệc và công viên (thuộc tài sản riêng). Trang viên đang được cải tạo dưới sự giám sát của người giám sát công trình.

## Kiến trúc
Trang viên có diện tích nhỏ gọn với cửa sổ hình bán nguyệt ở tầng một, gợi ta nghĩ đến những ngôi nhà với kiến trúc thời Phục hưng (Italy). Trang viên có hai tầng, mái nhà   trải dài nhô ra ở phía trước mặt tiền thành mái hiên..Phía trước là hiên nhà và ban công dựng trên hai cột.
Khu phức hợp còn có một vựa lúa từ giữa thế kỷ 19, được đăng kí vào sổ di tích vào ngày 14 tháng 12 năm 1991 với số 382 / Wlkp / A .